# Siebel (vliegtuigbouwer)

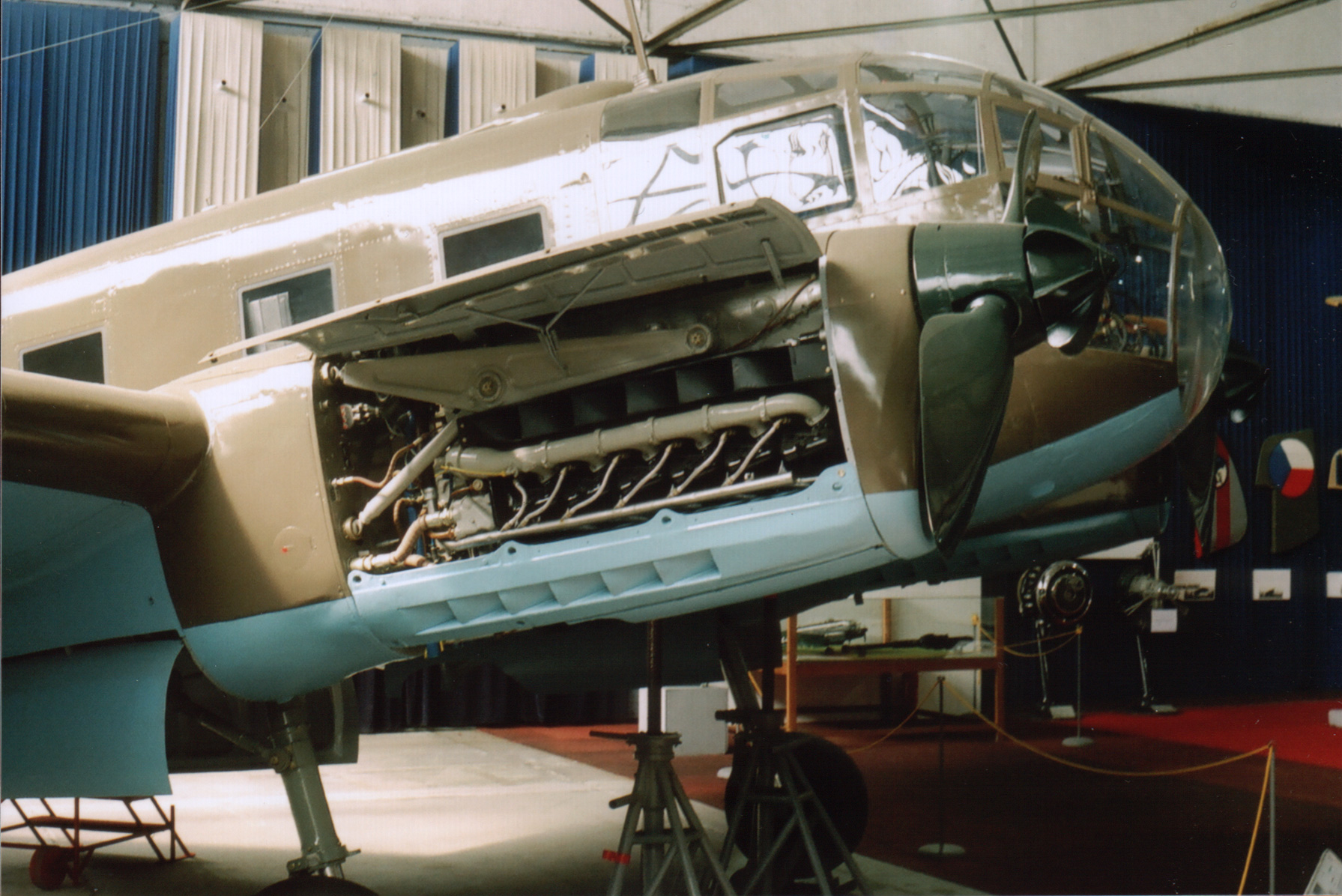
Siebel Si 204

Siebel (voluit Siebel Flugzeugbau) was een Duitse vliegtuigbouwer uit Halle an der Saale. Het bedrijf was opgericht als Flugzeugwerken Halle, maar na de overname in 1937 door Friedrich Wilhelm Siebel hernoemd tot Siebel. In 1970 werd Siebel opgenomen in Messerschmitt-Bölkow-Blohm (MBB).

## Lijst van vliegtuigen

### Eigen ontwerpen
- Siebel Fh 104 Hallore
- Siebel Si 201
- Siebel Si 202 Hummel
- Siebel Si 204

### Licentie producten
- Heinkel He 46
- Focke-Wulf Fw 44 Stieglitz
- Dornier Do 17
- Junkers Ju 88